# Al Rida Airways
Al Rida Airways fue una aerolínea con base en Mauritania.

## Códigos
- Código ICAO: LRW
- Callsign: AL RIDA